# Helgennavne
Mange helgener omtales stort set altid med helgenbetegnelsen Sankt eller med tilføjelsen ...den Hellige, hvorimod andre stort set aldrig omtales med denne betegnelse. I denne oversigt er alle de medtagne opført med helgenbetegnelsen Sankt og med link til artikler om de enkelte helgener. (Den mest omfattende database over helgener (Webside ikke længere tilgængelig) rummer næsten 7000 navne).
- Sankt Agnes
- Sankt Agnete
- Sankt Alban
- Sankt Alger
- Sankt Alexius
- Sankt Ambrosius
- Hellig Anders af Slagelse
- Sankt Andreas
- Sankt Anna
- Sankt Ansgar
- Sankt Antonii
- Sankt Antonius
- Sankt Bendt (Benedikt af Nurcia)
- Sankt Birgitta (Birgitte)
- Sankt Brikse
- Sankt Budolf
- Sankt Catharina (Katharina)
- Sankt Clara (Klara)
- Sankt Clemens (Pave Clemens 1.)
- Sankt Croix = "det hellige kors" – ingen helgen
- Munken Daniel i Esrum
- Sankt Elisabeth
- Sankt Erik
- Ærkebiskop Eskil, Lund
- Sankt Folkvard
- Sankt Frans
- Sankt Gertrud
- Sankt Gunnild
- Sankt Hans (Johannes)
- Sankt Helene[1]
- Sankt Ib (Jakob den Ældre)
- Sankt Jan
- Sankt Johannes
- Sankt John af Nepomuk
- Sankt Joseph
- Sankt José de Anchieta
- Sankt Jørgen (Georg)
- Sankt Karen
- Karl den Gode (søn af Knud den Hellige)
- Sankt Keld (Kjeld) af Viborg
- Sankt Kirsten
- Sankt Knud (Knud den Hellige)
- Sankt Knud (Knud Lavard)
- Sankt Laurent (Laurid, Lau, Laurentius, Lars)
- Sankt Lawes Kjeld
- Sankt Lucia
- Sankt Lukas
- Sankt Luris
- Sankt Madses
- Sankt Margaretha
- Sankt Margrethe, Køge
- Sankt Marie
- Sankt Markus
- Sankt Martha, Karise
- Sankt Matthæus
- Sankt Mikkel (Michael)
- Sankt Mogens (Skt. Magnus)[2]
- Sankt Morten
- Sankt Nils (Nicola Nilaus)[3]
- Sankt Oluf (Olav, Olaf)
- Sankt Patrick
- Sankt Paul, Sankt Poul (Povl)
- Sankt Peter (Peder, Petr)
- Sankt Pedro de Betancur
- Sankt Phalmer
- Sankt Sebastian
- Sankt Stefan
- Sankt Svend (hellige kilder i Hagested og Vemmetofte)
- Sankt Syllatz
- Sankt Søren[2]
- Sankt Theobald
- Sankt Therese
- Sankt Thomas (Tomas)
- Sankt Thøger (Tøger)
- Sankt Vilhelm
- Sankt Villehad (=Villads?)
- Sankt Villehad af Danmark (=Villads?)
- Sankt Vincent (Vincents, Vincens)
- Sankt Vitus
- Sankt Vutti
- Sankt Ægidius